# Гірнича промисловість Суринаму

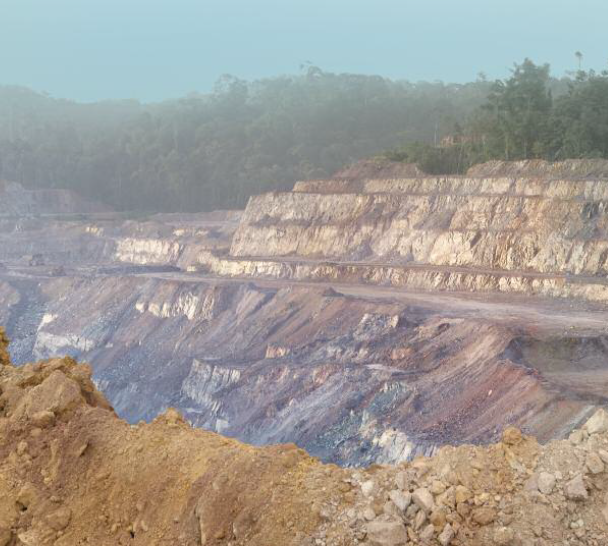
Копальня Rosebel у Суринамі

Гірнича промисловість Суринаму

## Загальна характеристика
Гірнича промисловість — найважливіша галузь економіки країни, на частку якої в кінці XX ст. припадало до 30 % валової пром. продукції і близько 70 % вартості експорту країни.

## Окремі галузі
Боксити. Основу мінерально-сировинного сектора економіки Суринаму на кінець XX ст. (1998 р.) складає видобуток і переробка бокситів, що забезпечує 4 % ВВП. У 2001 р. за даними [Mining Annual Review 2002] бокситова галузь забезпечувала до 15 % ВВП і 70 % експорту.
Широкомасштабна розробка бокситових родовищ почалася після Другої світової війни: тоді з Суринама в США вивозилося понад 75 % видобутих бокситів. На межі ХХ-XXI ст. в Суринамі добувають близько 4 млн т бокситів на рік, і він входить в десятку найбільших світових виробників бокситів. Основні родовища зосереджені в Паранамі і Мунго на північному сході країни. Бокситодобувна промисловість контролюється американськими і нідерландськими компаніями. Видобуток бокситів високо механізований, тому в цій галузі зайнято менше 5 % працездатного населення. Основні імпортери бокситів, глинозему і первинного алюмінію — США, Нідерланди, Норвегія, Бразилія. У 1990-х рр. Суринам входив до п'ятірки провідних країн західного світу з видобутку бокситів і виробництва глинозему. Але ця галузь переживає серйозну кризу, викликану зниженням конкурентоспроможності її продукції на світовому ринку в зв'язку з розширенням видобутку бокситів в Австралії, Західній Африці і Бразилії, де собівартість розробки родовищ значно нижче.
Основні компанії в бокситовій галузі (2001): Surinam Aluminum (Suralco) та Billiton Maatschappij Surinam (BMS). Ці дві компанії мають глиноземний завод в Паранамі (Paranam), як СП між Suralco (55 %) і BMS (45 %) з продуктивністю 1,6 млн т/рік глинозему.
Золото. У 1990-і роки Суринам експортував щорічно близько 300 кг золота. На початку XXI ст. значну частину золотовидобутку складає неформальний сектор. За оцінками [Mining Annual Review 2002] щомісячний загальний видобуток золота в країні дає US$25 млн, з них неформальний — US$20 млн.
Компанії Golden Star Resources і Cambior планують будівництво золотодобувного підприємства Gross Rosebel на родов. із запасами 20,7 млн т руди, сер. вмістом Au 1,6 г/т. Компанія Canarc Resources продовжує геологорозвідувальні роботи і маломасштабний видобуток Au на історичній золотоносній площі Сара Крік. За 1998 р. видобуток Au на цій площі становив 310 кг [Mining J. — 1999. — Annual Rev. — З. 125].
Нафта. Промисловий видобуток нафти в Суринамі почався в кінці 1982 на родовищі Тамбаредхо (Tambaredjo), де діють близько 40 механізованих свердловин. У 1997 видобуток нафти досяг 300 тис. т і продовжує зростати швидкими темпами. Оператор — державна компанія Staatsolie Maatschappij Suriname. Близько 40 % неочищеної нафти експортується, інша йде на енергетичне обслуговування виробництва глинозему і алюмінію.
Станом на 2001 р доведені запаси нафти становлять 167 млн барелів, з яких 35 млн вже видобуті. Видобуток — 12,5 тис. бар./добу. Будується нафтопереробний завод продуктивністю 7 тис. бар./добу. Планується збільшення видобутку до 20 тис. бар./добу з відповідним нарощуванням переробних потужностей.
Алмази. Експлуатація розсипів алмазів ведеться кустарним способом. Близько 50 % алмазів, що добуваються представлено ювелірними сортами.

## Гірничо-геологічна служба
Загальне керівництво бокситовидобувною промисловістю в країні здійснює Суринамський інститут бокситів; питання, пов'язані з розвідкою, видобутком, переробкою нафти, входять в компетенцію державної нафтової компанії «Staatsolie Maatschappij Suriname».